# Bello de Carcassonne
Pour les articles homonymes, voir Bello (homonymie).
Bello de Carcassonne, né vers 770 et mort vers 812, est comte de Carcassonne, de Roussillon, d'Ausona, d'Urgell, de Cerdagne, de Besalú, de Conflent et marquis de la Marche d'Espagne (798-812), de l'an 800 à sa mort.

## Descendance
Bello de Carcassonne pourrait être le fils du comte de Fézensac Leuthard Ier et l'époux de Nimilde. Ils pourraient avoir eu deux enfants :
- Gisclafred (?-v. 821), comte de Carcassonne, marié avec Ailona ;
- Olibia Ier de Carcassonne (?-837), comte de Carcassonne, marié avec Ermentrude de Septimanie, remarié avec Richilde.

Une hypothèse lui attribue deux autres enfants :  
- Sunifred Ier de Barcelone ;
- Sunyer Ier d'Empúries.

Une dernière théorie fait de Sunifred le gendre de Bello, tandis que Sunyer n'aurait aucun lien de parenté avec celui-ci.